# Brandt-sün
A Brandt-sün (Paraechinus hypomelas) az emlősök (Mammalia) osztályának Eulipotyphla rendjébe, ezen belül a sünfélék (Erinaceidae) családjába és a tüskés sünök (Erinaceinae) alcsaládjába tartozó faj.
Nevét Johann Friedrich von Brandt német természettudósról kapta.

## Előfordulása
A Brandt-sün Ázsiában Afganisztán, India, Irán, Kazahsztán, Pakisztán, Tádzsikisztán, Türkmenisztán és Üzbegisztán, valamint a Közel-Kelet egyes területein honos. Akár 1500 méteres tengerszint feletti magasságban is megtalálható.

## Alfajai
- Paraechinus hypomelas blanfordi Anderson, 1878
- Paraechinus hypomelas eversmanni Ognev, 1927
- Paraechinus hypomelas hypomelas Brandt, 1836
- Paraechinus hypomelas sabaeus Thomas, 1922
- Paraechinus hypomelas seniculus Thomas, 1922

## Megjelenése
Az állat fej-törzs-hossza 25 centiméter és testtömege 500-1000 gramm. A sivatagi sünhöz (Paraechinus aethiopicus) hasonlóan a fülei nagyok, a tüskéi vékonyabbak, mint az európai fajoké. Ha muszáj gyors szaladásra is képes.

## Életmódja
A sivatagi és hegyvidéki környezetekhez alkalmazkodott. Habár képes magának saját üreget vájni a talajba, gyakran más élőlények elhagyott üregét foglalja el. Az év hidegebb szakaszaiban téli álmot alszik. Tápláléka rovarok, más gerinctelenek, de kisebb gerincesek is. Főleg éjszaka mozog.
Átlagosan csak 3 évig él.